# Jenő Buzánszky
Jenő Buzánszky, född 4 maj 1925 i Újdombóvár, död 11 januari 2015 i Esztergom, var en ungersk fotbollsspelare.
Buzánszky blev olympisk guldmedaljör i fotboll vid sommarspelen 1952 i Helsingfors.